# Уображени болесник
Уображени болесник (фр. Le malade imaginaire ) је драма у три чина, комедија-балет чији аутор је француски драматург Молијер коју одликују делови са плесом и музичке међуигре које је компоновао Марк-Антоан Шарпантје. Први пут је изведена 10. фебруара 1673. у Театру Пале-Ројал у Паризу, а првобитни кореограф је био Пјер Бошан. Ова представа је такође позната и под називом „Хипохондар”, који представља алтернативни превод француског наслова.
Молијер је имао несугласица са познатим дворским композитором Жаном-Батистом Лилијем, са којим је осмислио жанр комедија−балет деценију раније и одлучио се да сарађује са Шарпантјеом. Испоставило се да је Le malade imaginaire било Молијерово последње дело. Молијер је колабирао у току четвртог извођења представе, играјући Аргана 17. фебруара и умро је недуго после тога.